# Марян Шарец
Марян Шарец (на словенски: Marjan Šarec) е словенски политик и комик.
Той е бивш министър-председател (2018 – 2020) и настоящ министър на отбраната от 1 юни 2022 г.

## Ранни години
След като завършва Средното училище по дърводелство в Любляна през 1996 г., Шарец получава актьорска диплома от Академията по театър, радио, филм и телевизия на Люблянския университет през 2001 г.
През следващите години е свързан активно със Словенската национална телевизия, участвайки в разни радио и телевизионни програми. През повечето време се изявява като комик, осмиващ политиката. Известният му сценичен персонаж Иван Серпентиншек е гневен провинциалист от Горна Карниола. Също така имитира няколко известни личности, включително бившия словенски президент Янез Дърновшек, Фидел Кастро, Антон Роп, Янез Янша, Андрей Баюк и др. Работи и като редактор и журналист.

## Политическа дейност

### Местна политика
В местните избори през 2010 г. Шарец се кандидатира за кмет на град Камник (в Централния статистически регион на Словения). Нетипично за медийните личности, участващи в национални или местни избори, Шарец печели. След като завършва 2-ри в първия кръг, печели балотажа с малка преднина. Първоначално член на Позитивна Словения, Шарец се включва в изборите през 2014 г. със своя политическа листа и е преизбран в първия кръг с повече от 2/3 от гласовете.

### Президентски избори 2017
През май 2017 г. Шарец обявява, че ще се кандидатира на предстоящите президентски избори на 22 октомври. Въпреки медиите, напомнящи за кариерата му на комедиант, той заявява, че е напълно сериозен в намеренията си. Критикувайки действащия президент Борут Пахор за отношението му към президентските функции, той е смятан за силен кандидат, способен да привлече гласовете на младото поколение и гласоподавателите, клонящи към десните партии. В първия кръг Шарец печели 25% от гласовете, а на последвалия балотаж губи с малка разлика.
| Кандидат | Кандидат    | Първи кръг | Първи кръг | Балотаж | Балотаж |
| Кандидат | Кандидат    | гласове    | %          | гласове | %       |
| -------- | ----------- | ---------- | ---------- | ------- | ------- |
|          | Марян Шарец | 186.235    | 24,76 %    | 334.239 | 46,91%  |

### Парламентарни избори 2018
Неговата партия „Листа на Марян Шарец“ участва в парламентарните избори през юни 2018 г. и с близо 13 % става 2-ра политическа сила. На 13 септември 2018 г. той оглавява правителство на петпартийна коалиция. На 27 януари 2020 г. е принуден да подаде оставка поради вътрешноправителствена криза и разпад на управляващото мнозинство.

### Парламентарни избори 2022
След парламентарните избори на 24 април 2022 г. Партията на Аленка Братушек и Листата на Марян Шарец се присъединяват към победилото Движение „Свобода“ от юни 2022 г.
На 1 юни 2022 г. Шарец е назначен за министър на отбраната на Словения в коалиционното правителства на Роберт Голоба, сформирано споез резултатите от изборите